# John Burgoyne

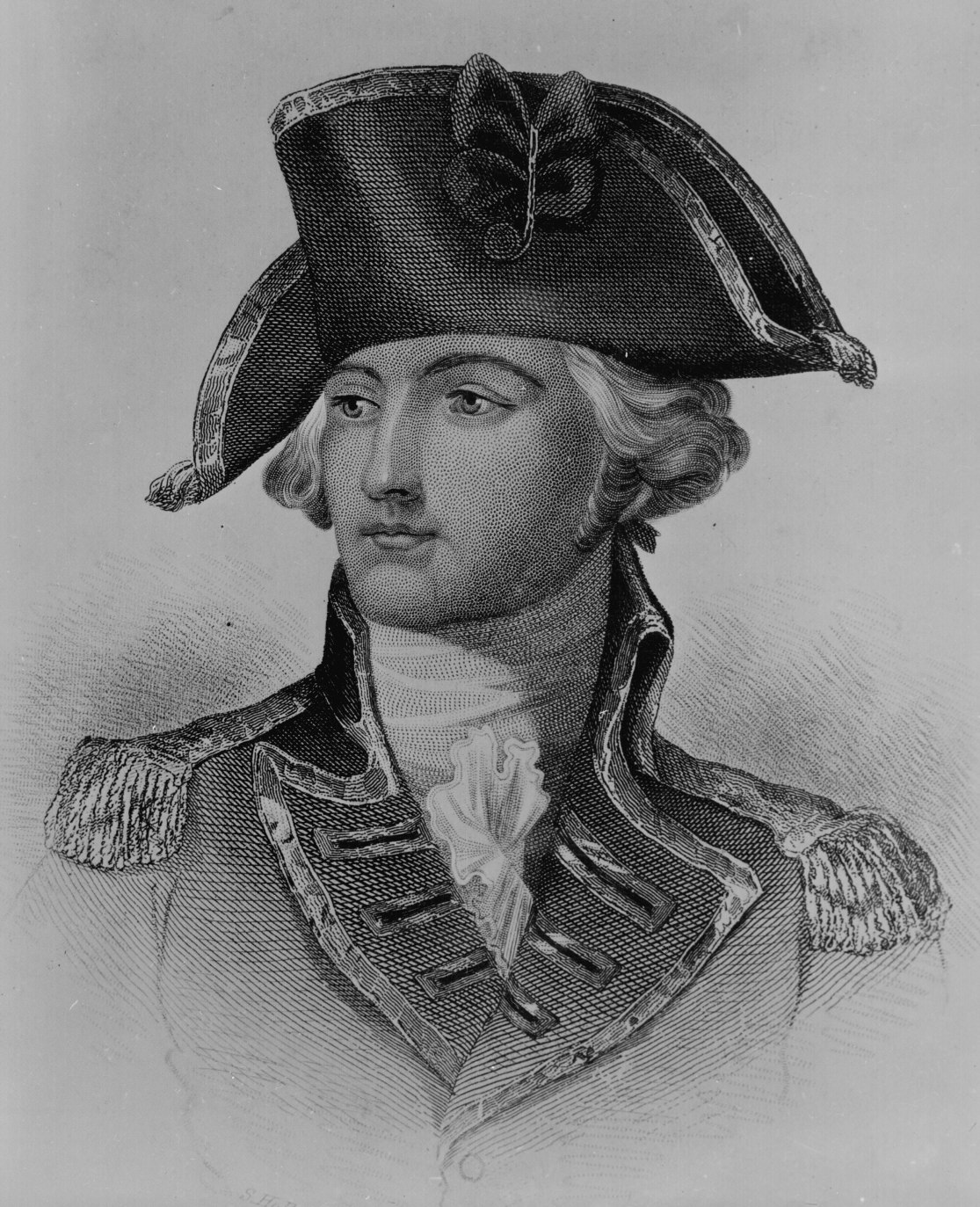
El general John Burgoyne

John Burgoyne (Sutton, prop de Londres, 24 de febrer del 1722 – Londres, 4 d'agost del 1792) fou un general i dramaturg britànic. Durant la Guerra d'Independència dels Estats Units rendí el seu exèrcit de 6.000 homes el 17 d'octubre del 1777 a Saratoga.

## Biografia
John Burgoyne nasqué el 22 de febrer del 1722 a Sutton, prop de Londres. Al llarg de la seva vida, es guanyaria el sobrenom de Gentleman Johnny, o 'Cavaller Johnny'. El 1743 s'escapà amb una filla del Comte de Derby, després del que fugí a l'estranger durant set anys.
Gràcies a la intervenció de Lord Derby, Burgoyne fou readmès a l'exèrcit i participà en la guerra dels Set Anys i el 1758 se l'anomenà capità i tinent coronel a les Foot Guards ('Guàrdies d'a Peu'). Entre el 1758 i el 1759 participà en expedicions contra la costa francesa, incloent-hi l'atac a Cherbourg, i fou un dels principals artífexs de la introducció de la cavalleria lleugera a l'exèrcit britànic. Els dos regiments aleshores formats foren dirigits pel futur Lord Heathfield i per Burgoyne. El 1761, formà part del parlament de Midhurst, i l'any següent serví com a general de brigada a Portugal, distinció particular que guanyà per la presa de Valencia de Alcántara i Vila Velha després de la batalla de Valencia de Alcántara.
El 1768, arribà a ser membre del Parlament per Preston i en els següents anys s'ocupà principalment dels seus deures parlamentaris, en els que destacà notablement per la seva franquesa i els seus atacs contra Lord Clive. Alhora, dedicà molta atenció a l'art i el drama (la seva primera obra, La criada dels roures, fou produïda per David Garrick el 1775).
A l'exèrcit havia arribat a ser un important general, convencent el rei Jordi III dels errors del General Carleton i ocupant el seu lloc. Després de l'esclat de la Revolució Americana li fou assignat un comandament. El 1777 encapçalà les tropes britàniques destinades a envair les colònies des del Canadà. En aquesta desastrosa expedició capturà el Fort Ticonderoga (de manera que l'ascendiren a tinent general) i el Fort Edward, però després de perdre el contacte amb les seves bases del Canadà, fou envoltat per l'Exèrcit Continental de Horatio Gates a Saratoga. El 17 d'octubre del 1777, les seves tropes, uns 5.800 homes, es rendiren en la major victòria aconseguida fins aleshores pels continentals, marcant un punt d'inflexió en la guerra. La indignació a Anglaterra contra Burgoyne fou enorme. Tornà immediatament a Gran Bretanya, amb el permís del general americà, per defensar la seva conducta. Fou privat del comandament del seu regiment i del càrrec de governador que ocupava.

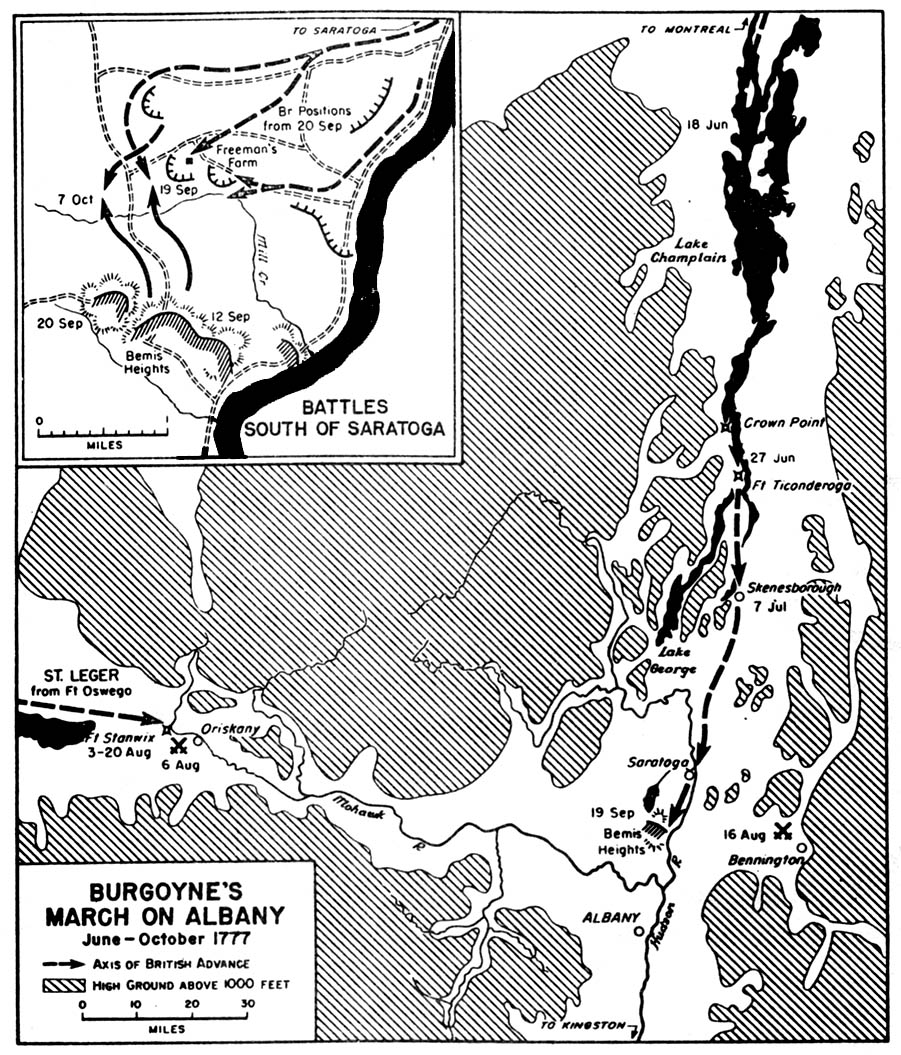
Marcha de Burgoyne a Albany, juny-octubre del 1777.

El 1782, tanmateix, quan els seus aliats polítics tornaren al poder, recuperà el seu rang i fou nomenat comandant cap a Irlanda i membre del Consell Privat. Després de la caiguda del govern Rockingham el 1783, Burgoyne s'anà retirant cada vegada més a la seva vida privada i el seu últim servei públic fou la seva participació en el procés contra Warren Hastings.
Els seus últims anys els dedicà principalment al treball literari i dramàtic. La seva comèdia, L'hereua, publicada el 1786, aparegué en deu edicions el mateix any i fou traduïda a diversos idiomes. El General Burgoyne, l'esposa del qual morí al juny del 1776 durant la seva absència al Canadà, tingué diversos fills (nascuts entre el 1782 i el 1788) amb Susan Caulfield, una cantant d'òpera, un dels quals arribà a ser mariscal de camp, Sir John Fox Burgoyne.
Morí el 1792 i les seves restes descansen a l'abadia de Westminster.

## Obra
- Burgoyne, John, The Dramatic and Poetical Works of the Late Lieut. Gen. J. Burgoyne, Londres (1808) edició facsímil., 2 volums en 1, 1977, Scholars' Facsimiles & Reprints, ISBN 978-0-8201-1285-5 (anglès)